# 변덕스런 프린세스
기마구레 프린세스(気まぐれプリンセス 변덕스런 프린세스[*])는 2009년 10월 28일에 발매된 모닝구무스메의 마흔한 번째 싱글이다.

## 개요
- 쿠스미 코하루가 마지막으로 참가한 싱글이다.

- 초회한정반 A, B, C, 통상반으로 발매. 초회한정반 A에는 CD+DVD(Dance Shot Ver.)이 수록되었으며, 초회한정반 B에는 CD + DVD (Close-up Ver.), 초회한정반 C에는 바꿔 끼우는 자켓 10종 (솔로 9종 + 단체 총 5장),[1] 통상반까지 전작에 이어 4종류이다. 또한 초회한정반 A, B, C, 통상반에는 이벤트 추첨 시리얼 넘버 카드가 봉입되었다.

- 뮤직 비디오는 교회에서 촬영되었다.

- 타이틀곡은 2009년 9월 19일, 《모닝구무스메 콘서트 투어 2009 가을 ~나인 스마일~》에서 첫선을 보였다.

## 수록곡
1. 気まぐれプリンセス
작사, 작곡 : 층쿠 / 편곡 : 오쿠보 가오루
TV 도쿄 《The 역류 리서처스》 10월 ~ 12월 엔딩 테마
2. 愛して 愛して 後一分
작사, 작곡 : 층쿠 / 편곡 : 히라타 쇼이치로
3. 気まぐれプリンセス (Instrumental)

## 참여 뮤지션
※괄호는 트랙 번호
- 오쿠보 가오루 - 키보드, 프로그래밍 (1)
- 대가 무로이 스트링스 - 스트링스 (1)
- 가메다 고지 - 기타 (1)
- 다카하시 아이 - 코러스 (1, 2)
- 히라타 쇼이치로 - 프로그래밍 (2)
- 니이가키 리사 - 코러스 (2)
- 카메이 에리 - 코러스 (2)

## 차트
- 주간최고순위 4위 (오리콘 차트)
- 2009년 10월 월간순위 14위 (오리콘 차트)
- 2009년 연간순위 144위 (오리콘 차트)